# 대한민국 헌법 제89조
대한민국 헌법 제89조는 국무회의 심의권에 관한 대한민국 헌법의 조항이다.

## 조항
다음 사항은 국무회의의 심의를 거쳐야 한다.

- 국정의 기본계획과 정부의 일반정책 

- 선전, 강화 기타 중요한 대외정책 

- 헌법개정안, 국민투표안, 조약안, 법률안 및 대통령령안 

- 예산안, 결산, 국유재산처분의 기본계획,국가의 부담이 될 계약 기타 재정에 관한 중요사항 

- 대통령의 긴급명령, 긴급재정경제처분 및 명령 또는 계엄과 그 해제 

- 군사에 관한 중요사항 

- 국회의 임시회 집회의 요구 

- 영전수여 

- 사면, 감형과 복권 

- 행정각부간의 권한의 확정 

- 정부안의 권한의 위임 또는 배정에 관한 기본계획 

- 국정처리상황의 평가, 분석 

- 행정각부의 중요한 정책의 수립과 조정 

- 정당해산의 제소 

- 정부에 제출 또는 회부된 정부의 정책에 관계되는 청원의 심사 

- 검찰총장, 합동참모의장, 각군참모총장, 국립대학교총장, 대사 기타 법률이 정한 공무원과 국영기업체관리자의 임명 

- 기타 대통령, 국무총리 또는 국무위원이 제출한 사항 